# Chimaera monstrosa
Chimaera monstrosa é uma espécie de peixe pertencente à família Chimaeridae.
A autoridade científica da espécie é Linnaeus, tendo sido descrita no ano de 1758.

## Portugal
Encontra-se presente em Portugal, onde é uma espécie nativa.
Dá pelos nomes comuns de peixe-rato ou papagaio-do-mar.

## Descrição
Trata-se de uma espécie marinha. Atinge os 57,1 cm nos indivíduos do sexo feminino.